# ROCS Si Ning (FFG-1203)
La ROCS Si Ning (FFG-1203) es una de las seis fragatas de la clase Kang Ding de la marina de guerra de la República de China.

## Construcción e historia de servicio
Fue construida por DCN en Lorient (Francia) y fue asignada en 1996. Es la segunda unidad de su clase.
Esta fragata, junto al resto de las unidades de su clase, será sometida a un up-grade por NCSIST con asistencia de personal francés.